# Ronnie Reniers
Ronnie Reniers (Tilburg, 8 november 1987) is een Nederlands betaald voetballer die bij voorkeur in de aanval speelt. Hij tekende in juni 2010 bij FC Den Bosch. Dat nam hem transfervrij over van Willem II, waar hij de jeugdopleiding doorliep en vier jaar tot de eerste selectie behoorde.

## Carrière
Als jeugdspeler voetbalde hij bij amateurclub RKSV Oisterwijk. Willem II nam hem in juli 2003 op in de jeugdopleiding. Aan het begin van het seizoen 2006/2007 stroomde Reniers van de A-jeugd door naar Jong Willem II. Voor de laatste competitiewedstrijd van het eerste elftal thuis tegen Ajax werd Reniers door blessures van Rydell Poepon en Jonathan Wilmet, de schorsing van Kevin Bobson en ontevredenheid over Geert den Ouden en Zsombor Kerekes bij de selectie gehaald. Reniers debuteerde daarop in de hoofdmacht. In de 77e minuut kwam hij in het veld voor Cristiano.
In het seizoen 2007/2008 liep hij tijdens een oefenwedstrijd met Jong Willem II een zware knieblessure op die hem de rest van het seizoen aan de kant hield.
Op 7 februari 2009 maakte hij zijn rentree in de met 3-1 verloren uitwedstrijd tegen AZ.
Seizoen 2010/2011 en 2011/2012 speelde Ronnie Reniers bij FC Den Bosch waarin hij zijn beste periode kende. Als opkomende vleugelaanvaller was hij zeer belangrijk.
Op 18 januari 2012 werd bekendgemaakt dat hij vanaf het seizoen 2012/2013 bij FC Zwolle zal gaan voetballen. Hij heeft hier een driejarig contract getekend. Voor het restant van het seizoen 2013/14 werd Reniers verhuurd aan FC Eindhoven. Door een slepende knie blessure heeft hij in anderhalf seizoen maar 12 wedstrijden gespeeld. Nadat zijn contract niet werd verlengd tekende hij een eenjarig contract bij het Belgische KFC Dessel Sport. Vanaf het seizoen 2015/16 speelt Reniers voor Achilles Veen.

## Carrièrestatistieken
| Seizoen                    | Club             | Land            | Competitie      | Competitie | Competitie | Beker | Beker | Internationaal | Internationaal | Overig | Overig | Totaal | Totaal |
| Seizoen                    | Club             | Land            | Competitie      | Wed.       | Dlp.       | Wed.  | Dlp.  | Wed.           | Dlp.           | Wed.   | Dlp.   | Wed.   | Dlp.   |
| -------------------------- | ---------------- | --------------- | --------------- | ---------- | ---------- | ----- | ----- | -------------- | -------------- | ------ | ------ | ------ | ------ |
| 2006/07                    | Willem II        | Nederland       | Eredivisie      | 1          | 0          | 0     | 0     | 0              | 0              | 0      | 0      | 1      | 0      |
| 2007/08                    | Willem II        | Nederland       | Eredivisie      | 0          | 0          | 0     | 0     | 0              | 0              | 0      | 0      | 0      | 0      |
| 2008/09                    | Willem II        | Nederland       | Eredivisie      | 7          | 0          | 0     | 0     | 0              | 0              | 0      | 0      | 7      | 0      |
| 2009/10                    | Willem II        | Nederland       | Eredivisie      | 11         | 0          | 0     | 0     | 0              | 0              | 0      | 0      | 11     | 0      |
| 2010/11                    | FC Den Bosch     | Nederland       | Eerste divisie  | 33         | 2          | 0     | 0     | 0              | 0              | 0      | 0      | 33     | 2      |
| 2011/12                    | FC Den Bosch     | Nederland       | Eerste divisie  | 24         | 2          | 0     | 0     | 0              | 0              | 0      | 0      | 24     | 2      |
| 2012/13                    | PEC Zwolle       | Nederland       | Eredivisie      | 12         | 2          | 2     | 1     | 0              | 0              | 0      | 0      | 14     | 3      |
| 2013/14                    | PEC Zwolle       | Nederland       | Eredivisie      | 0          | 0          | 0     | 0     | 0              | 0              | 0      | 0      | 0      | 0      |
| 2013/14                    | → FC Eindhoven   | Nederland       | Eerste divisie  | 9          | 0          | 0     | 0     | 0              | 0              | 0      | 0      | 9      | 0      |
| 2014/15                    | KFC Dessel Sport | België          | Tweede klasse   | 29         | 4          | 0     | 0     | 0              | 0              | 0      | 0      | 29     | 4      |
| Carrière totaal            | Carrière totaal  | Carrière totaal | Carrière totaal | 128        | 10         | 2     | 1     | 0              | 0              | 0      | 0      | 130    | 11     |
| Bijgewerkt tot 8 juni 2015 |                  |                 |                 |            |            |       |       |                |                |        |        |        |        |